# 미스트리스 (2018년 드라마)
《미스트리스》는 2018년 4월 28일부터 2018년 6월 3일까지 OCN에서 방영된 드라마이며, 영국 BBC One에서 방영된 드라마 《미스트리스》를 리메이크한 작품이다.

## 줄거리
비밀을 가진 네 여자와 그들과 얽힌 남자들의 뒤틀린 관계와 심리적인 불안감을 다룬 미스터리 관능 스릴러 드라마.

## 등장 인물

### 주요 인물
- 한가인 : 장세연 역 - 카페 주인
- 신현빈 : 김은수 역 - 정신과 의사
- 최희서 : 한정원 역 - 고등학교 교사
- 구재이 : 도화영 역 - 로펌 사무장

### 네 여자
- 이상희 : 박정심 역 - 세연 딸의 보모
- 김호정 : 나윤정 역 - 미용실 주인. 손창현의 엄마
- 장희정 : 백재희 역 - 향초공방 주인 (불에 탄 시체로 발견됨)
- 최유화 : 진혜림 역 - 태오의 아내

### 세연의 남자들
- 이희준 : 한상훈 역 - 세연과 같은 유치원에 아이를 보내는 학부모이자 돌싱남. 보험사기 조사원
- 오정세 : 김영대 역 - 세연의 남편 - 중국을 오고 가던 무역상

### 은수의 남자들
- 이해영 : 차민재 역 - 고등학교 시절 선생님. 과거 연인
- 정가람 : 차선호 역 - 은수의 환자. 차민재의 아들

### 정원의 남자들
- 박병은 : 황동석 역 - 정원의 남편. 셰프
- 지일주 : 권민규 역 - 동료 교사

### 화영의 남자들
- 김민수 : 강태오 역 - 의뢰인 진혜림의 남편
- 김희진 : 양진건 역 - 화영의 상사이자, 화끈한 연애 상대. 돌싱남이며 이혼 소송 전문 변호사

### 그 외 인물
- 안창환 : 손창현 역 - 백재희의 남편
- 정의순 : 교도 주임 역
- 박지예 : 세연의 카페 알바생 역
- 백수장 : 남진용 역 - 정원의 동료 교사
- 주예림 : 김예린 역 - 장세연의 딸. 급성 백혈병 환아
- 박소이 : 김상희 역 - 박정심의 딸
- 이효비 : 한아연 역 - 한상훈의 딸
- 황건 : 박대수 역
- 이수인 : 산부인과의사 역
- 이상훈 : 중국인백수 역
- 정현석 : 의사 역
- 유건우 : 요리 프로그램 PD 역

### 특별출연
- 이하나

## 시청률
최저 시청률과 최고 시청률은 시청률 조사회사와 지역별로 시청률에 차이가 있을 수 있습니다.
| 2018년 | 2018년   | 2018년   | 2018년     | 2018년      |
| 회차   | 방송일   | 부제     | AGB 시청률 | TNmS 시청률 |
| ------ | -------- | -------- | ---------- | ----------- |
| 1화    | 4월 28일 | 향초     | 1.601%     | 1.4%        |
| 2화    | 4월 29일 | 전화     | 1.601%     | 1.3%        |
| 3화    | 5월 5일  | 침입     | 0.826%     | 1.1%        |
| 4화    | 5월 6일  | 향초공방 | 0.831%     | 1.2%        |
| 5화    | 5월 12일 | 의심     | 0.873%     | 0.9%        |
| 6화    | 5월 13일 | 확신     | 1.366%     | 1.3%        |
| 7화    | 5월 19일 | 용의자들 | 0.826%     | 1.0%        |
| 8화    | 5월 20일 | 살인자   | 1.402%     | 1.2%        |
| 9화    | 5월 26일 | 납치     | 1.155%     | 1.0%        |
| 10화   | 5월 27일 | 누명     | 1.469%     | 1.4%        |
| 11화   | 6월 2일  | 올가미   | 1.275%     | 1.5%        |
| 12화   | 6월 3일  |          | 1.642%     | %           |

## 같이 보기
- 스럴리 드라마
- 대한민국의 텔레비전 드라마 목록 (ㅁ)
- 2018년 대한민국의 텔레비전 드라마 목록